# Cmentarz żydowski w Krzeszowie
Cmentarz żydowski w Krzeszowie – kirkut społeczności żydowskiej niegdyś zamieszkującej Krzeszów. Nie wiadomo dokładnie, kiedy powstał, być może było to w XVII wieku. Ma powierzchnię 0,5 ha. Znajduje się na północny zachód od centrum miejscowości, niedaleko stoku narciarskiego i parku linowego. Został zniszczony podczas II wojny światowej. Zachowało się około 50 nagrobków, z których najstarszy pochodzi z 1852 roku.
W 2001 roku cmentarz doczekał się renowacji i betonowego ogrodzenia. Jej fundatorami byli członkowie żydowskiej społeczności: Sidney Pressberg, Jan Martz i Abraham Kessler.

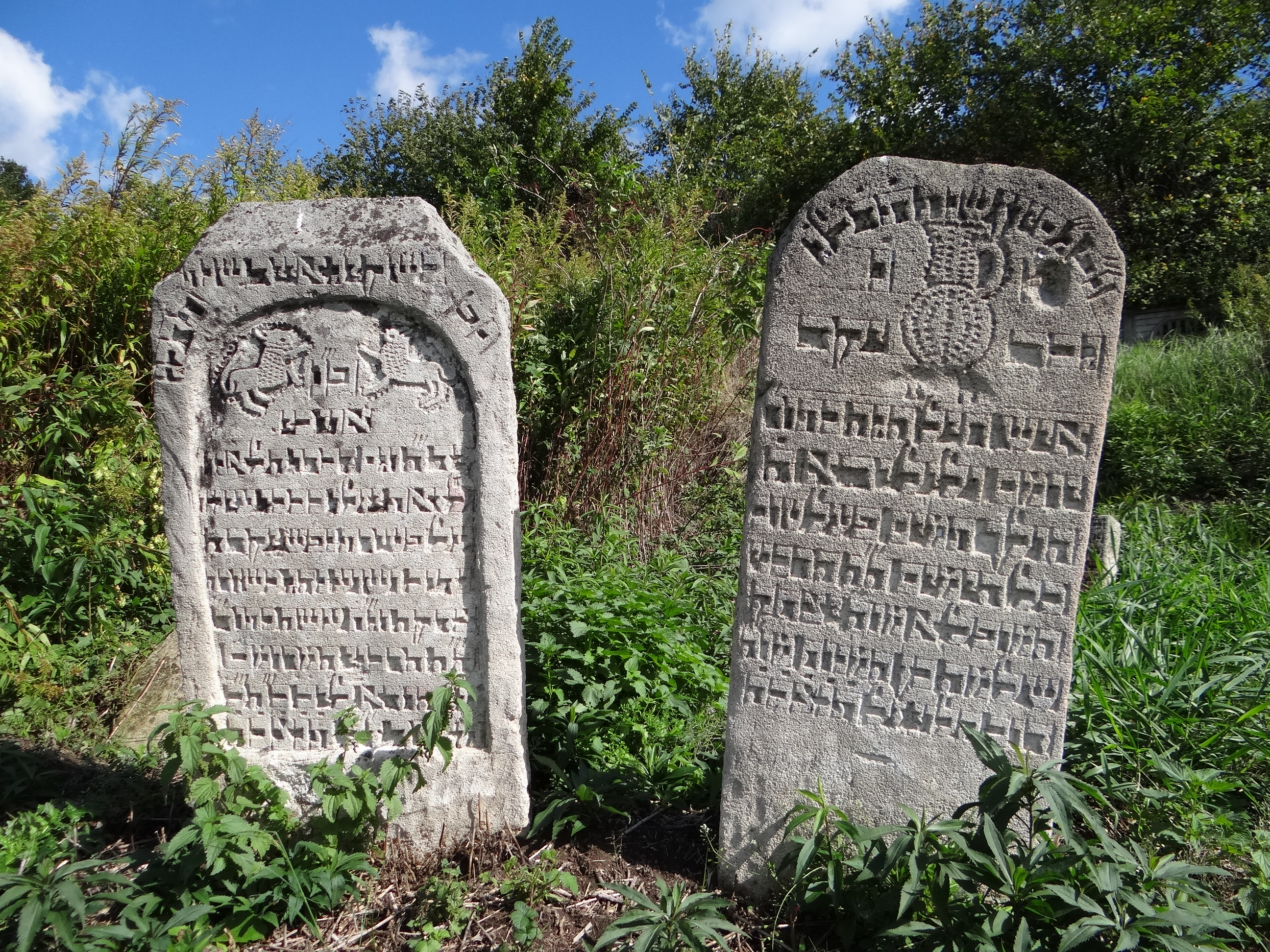
Macewy na kirkucie